# 信州路

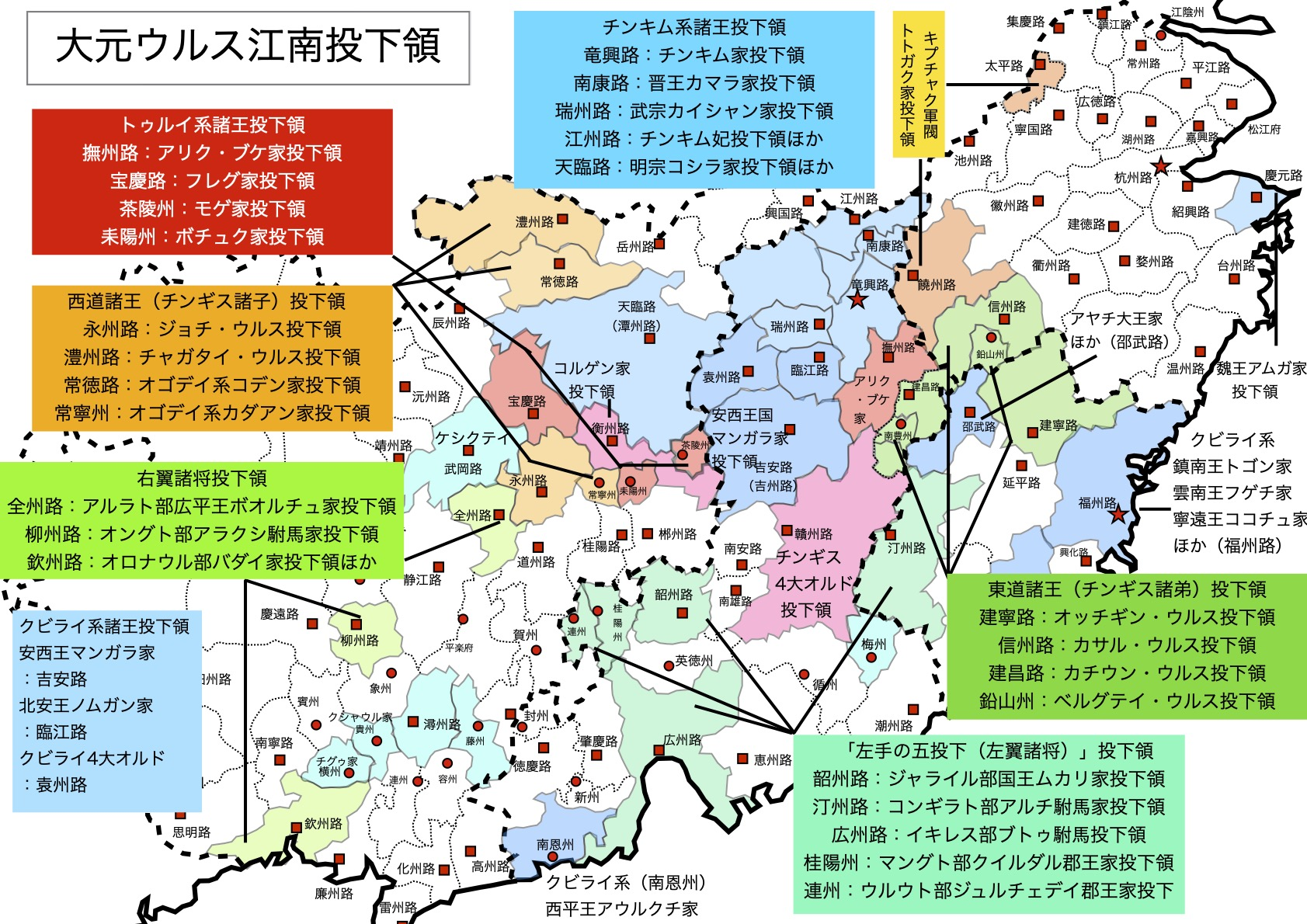
モンゴル時代の江南投下領。信州路は右に位置する。

信州路（しんしゅうろ）は、中国にかつて存在した路。大元ウルスの時代に現在の江西省上饒市一帯に設置された。治所は上饒県で、大元ウルスの行政上は江浙等処行中書省に属した。
華北の般陽路（淄州路）とともに、チンギス・カンの次弟のジョチ・カサルを始祖とするカサル・ウルスの投下領であった。

## 歴史
唐代の信州を前身とする。モンゴル帝国第5代皇帝セチェン・カアン（クビライ）によって南宋が平定されると、1276年（至元13年）に信州一帯の3万戸はカサル家の投下領とされた。信州路は江南全体で見ると東方に位置しており、カサル・ウルスの遊牧本領（エルグネ河畔）がモンゴル高原の中でも東方に位置することに倣って信州路はカサル・ウルスの投下領にされたのだと考えられている。
祖父の代よりカサル家に仕えるコンギラト部出身のブラルキという人物は「斉王（カサル家当主）の司馬」を務めた後、カサル家の投下領となったばかりの信州路ダルガチに任命されたと記録されており、カサル家がこの地の統治を重視していたことが窺える。また、1282年（至元18年）にはカサル家傍系王族の伯帖木児に信州路の民の内408戸が分け与えられたと記録されており、信州路の民はカサル家内の王族の間で細分相続されていたようである。
1360年に朱元璋により信州路は広信府と改められた。

## 管轄州県
信州路には録事司、5県が設置されていた。

### 5県
- 上饒県
- 玉山県
- 弋陽県
- 貴渓県
- 永豊県